# Église du Sacré-Cœur des Salésiens
L'église du Sacré-Cœur des Salésiens (Sacro Cuore dei Salesiani) est une église de Naples située dans le quartier du Vomero.  

## Histoire
Une première chapelle est construite en 1884-1885 sur les fonds de la baronne Isabelle de Rosis ; elle est consacrée au Sacré-Cœur. La baronne en fait don aux salésiens en 1889.
Ceux-ci font agrandir l'édifice et font construire une institution annexe par l'architecte Giuseppe Carelli. La construction est notamment financée par deux loteries ayant eu lieu Villa Patrizi, non loin, et totalement terminée en 1901.

## Description

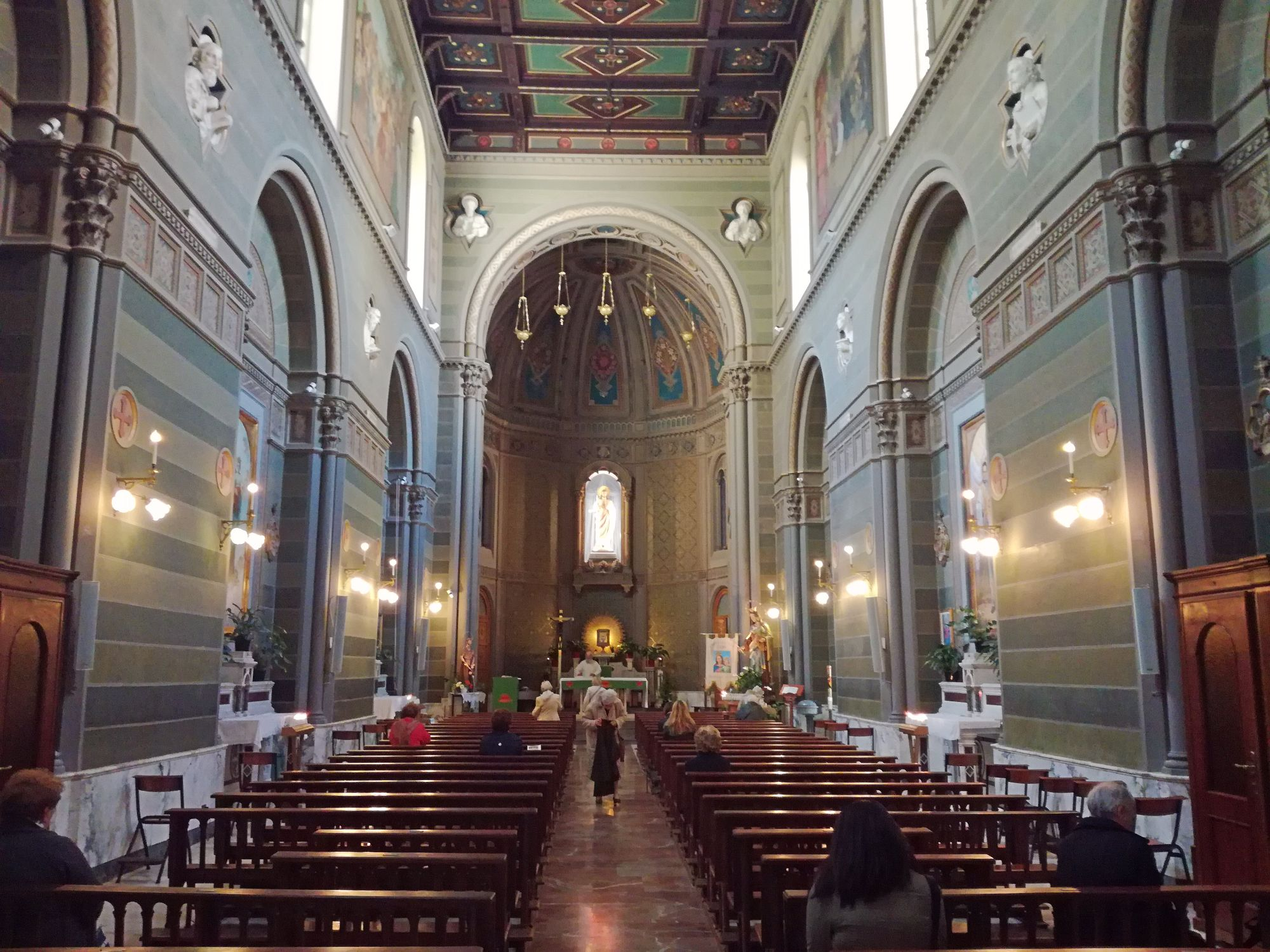
Intérieur de l'église.

La façade de l'église est typiquement de style néo-Renaissance, mais l'intérieur est de style néo-roman. Plusieurs tableaux représentent des saints spécialement révérés par les salésiens, comme leur fondateur saint Jean Bosco et saint Dominique Savio.

## Source de la traduction
- (it) Cet article est partiellement ou en totalité issu de l’article de Wikipédia en italien intitulé « Chiesa del Sacro Cuore dei Salesiani » (voir la liste des auteurs).